# Hřbitov v Klatovech
Hřbitov v Klatovech (též Hřbitov u svatého Jakuba) je hlavní městský hřbitov v Klatovech. Nachází se na severním okraji města, v ulici Hřbitovní. Bývá nazýván podle později barokně přestavěného, již neexistujícího, kostelíka Svatého Jakuba.

## Historie

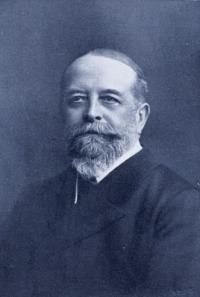
Karel Pawlík (1849-1914), lékař a porodník pohřbený na klatovském hřbitově

### Vznik
První hřbitov vznikl okolo původního kostelíka založeného roku 1380, poblíž románské rotundy sv. Jiří, následně zde byl postaven též kostel sv. Michala Archanděla. Kostely byly zničeny za husitských válek, roku 1632 k němu byla přistavěna barokní hřbitovní kaple, v letech 1736 až 1740 proběhla jeho kompletní barokní přestavba. Roku 1783 zničila exploze uskladněného střelného prachu budovu již zrušené rotundy, později kostela sv. Vojtěcha, i kostelík sv. Jakuba.
Poté, co se v rostoucím městě přestalo pohřbívat u kostelů v centru města, sloužilo pohřebiště jako hlavní městský hřbitov. Roku 1904 byla vztyčena neobarokní vstupní brána nesoucí nápis POKOJ VÁM. 
Roku 1871 byl při areálu otevřen nový městský židovský hřbitov.

### Krematorium
22. dubna 1985 bylo v severní části hřbitova otevřeno městské krematorium a obřadní síň. Stavba vznikla dle návrhu architekta Miloslava Kadeřábka, realizoval ji Okresní stavební podnik v Klatovech.

## Osobnosti pohřbené na tomto hřbitově
- Prof. MUDr. Karel Pawlík (1849–1914) – lékař a porodník
- PhDr. Otakar Vočadlo (1895–1974) – anglista a amerikanista
- Bohumil Jednorovič Kosovský (1898–1987) – metafyzik, výtvarník a disident
- JUDr. Roman Hruška (1833–1896) – právník a poslanec Říšské rady
- Franz Dalquen (†1834) – správce koutsko-trhanovského panství (autorem náhrobku Josef Malínský)
- Ing. Karel Horák (1873–1940) – stavitel, mj. bunkrů opevnění ČSR
- MUDr. Alois Mašek (1859–1912) – lékař, poslanec Českého zemského sněmu a purkmistr Klatov (autory hrobky Josef Fanta a Čeněk Vosmík)
- Karel Peters (1879–1968) – starosta a kronikář
- Josef Strejc (1878–1936) – stavitel
- Franz rytíř Russheim (†1907)– vojenský lékař, hrdina prusko-rakouské války povýšený do šlechtického stavu (rodinná kaplová hrobka)

### Rodinné hrobky
- Hrobka rodiny Stadler z Wolffersgrünu – šlechtický rod
- Kaplová hrobka rodiny Russheim-Mikschik – šlechtický rod
- Hrobka rodiny Tomáškovy – bratři Jan a Josef malíři
- Hrobka rodiny Čermákovy a Královy – vydavatelé místních novin a knihtiskaři

## Galerie

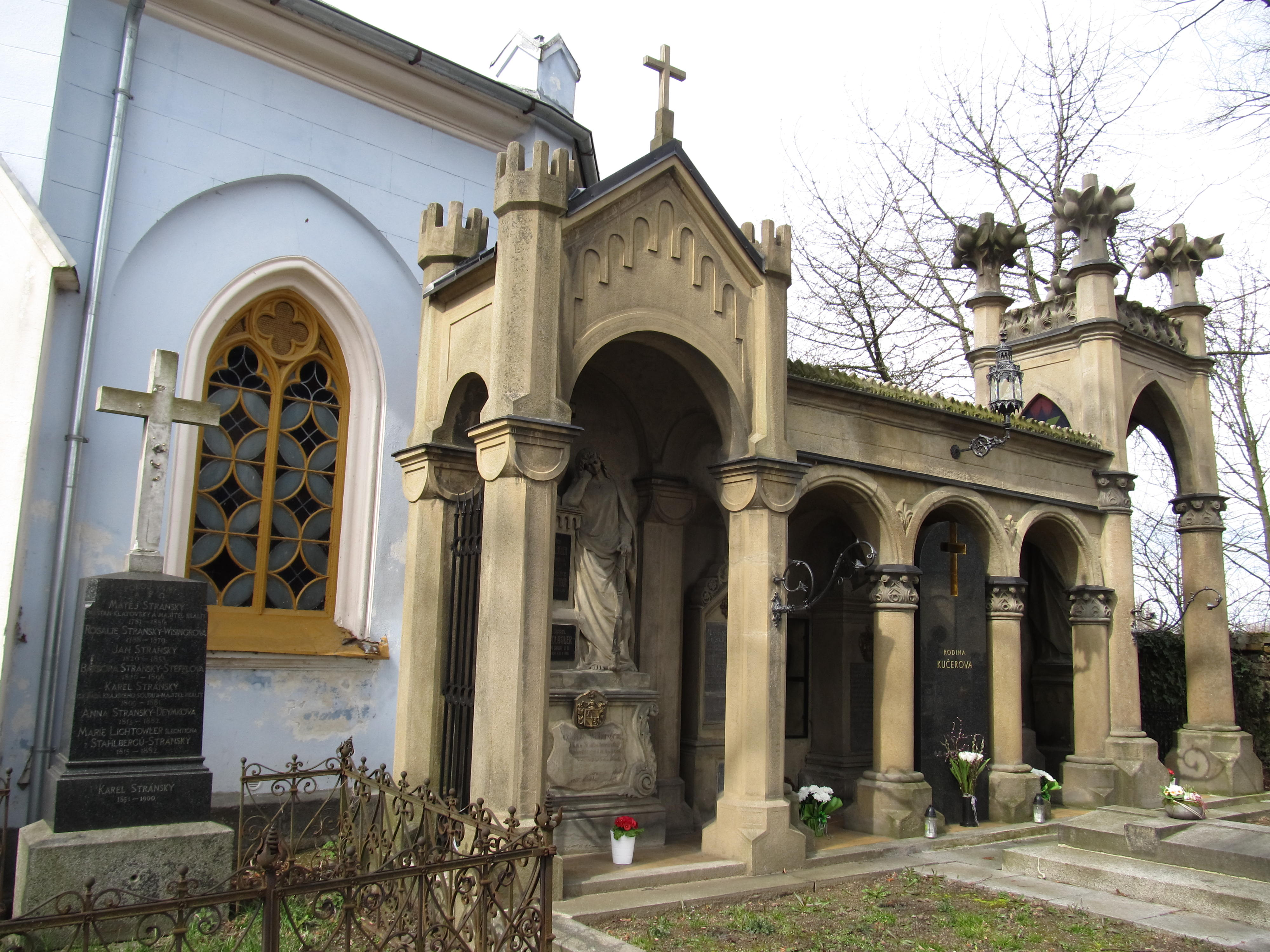
Hrobka rodiny Stadlerů
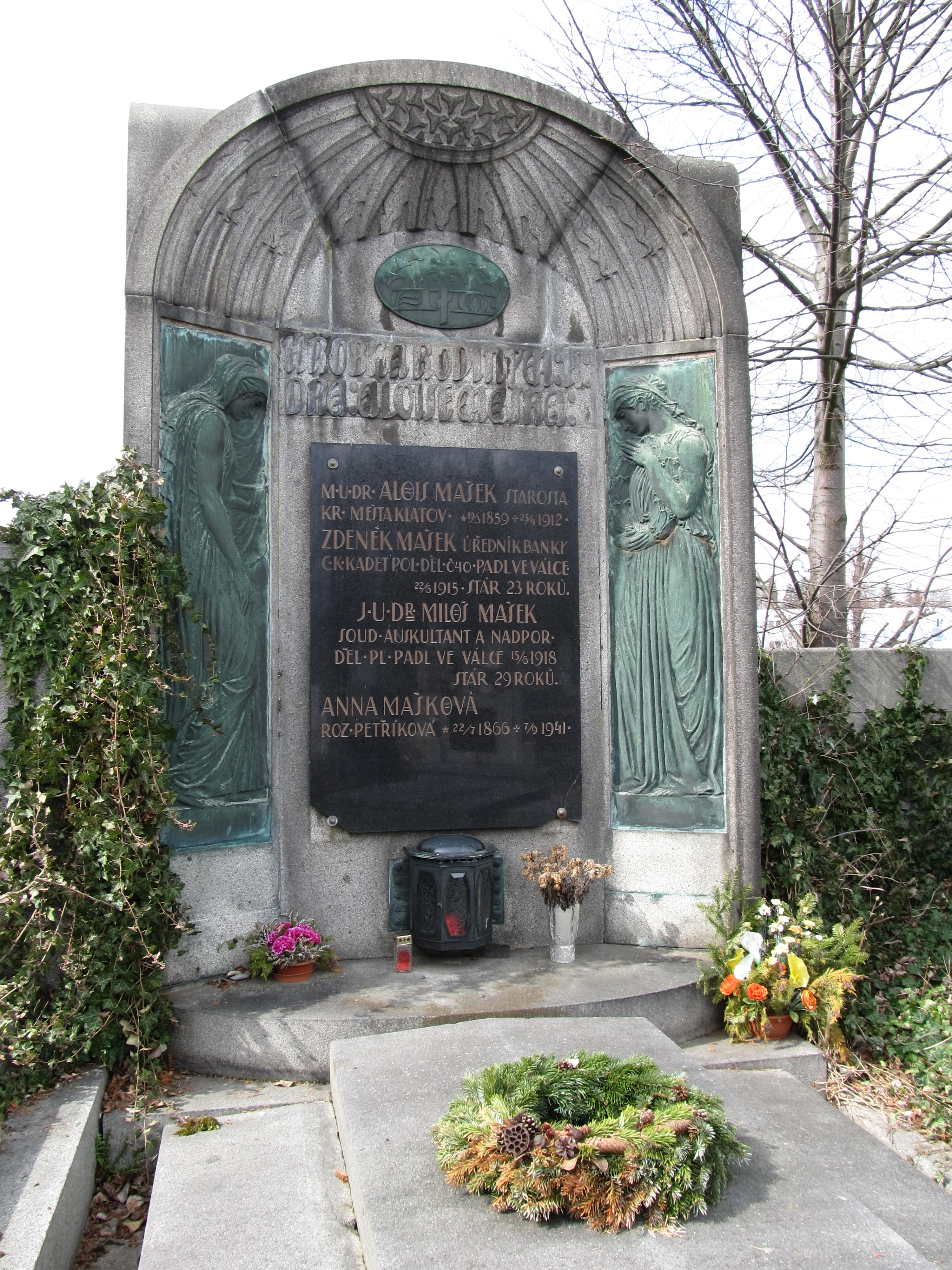
Hrobka rodiny politika a starosty Aloise Maška
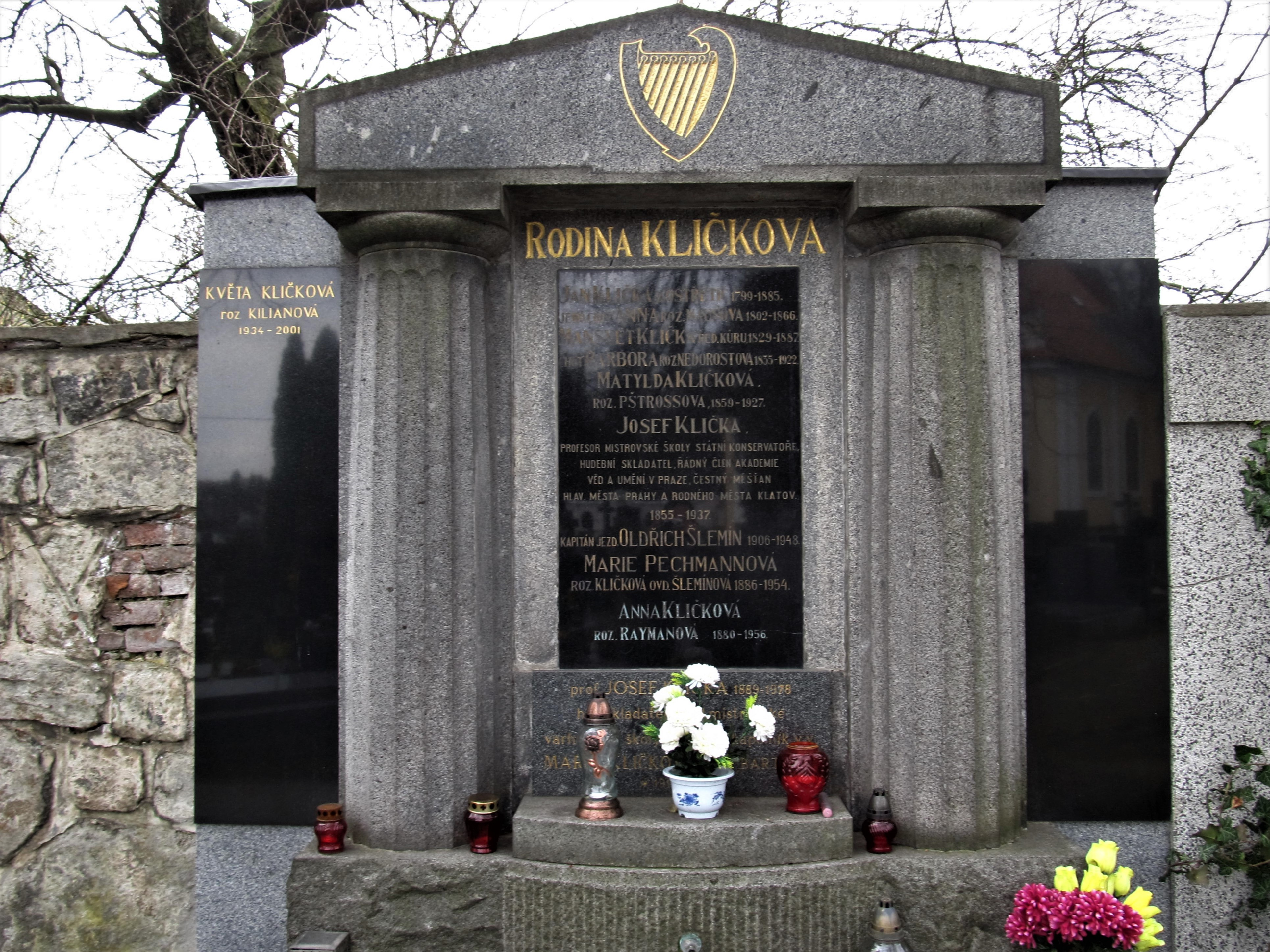
Hrobka rodiny hudebního skladatele Josefa Kličky
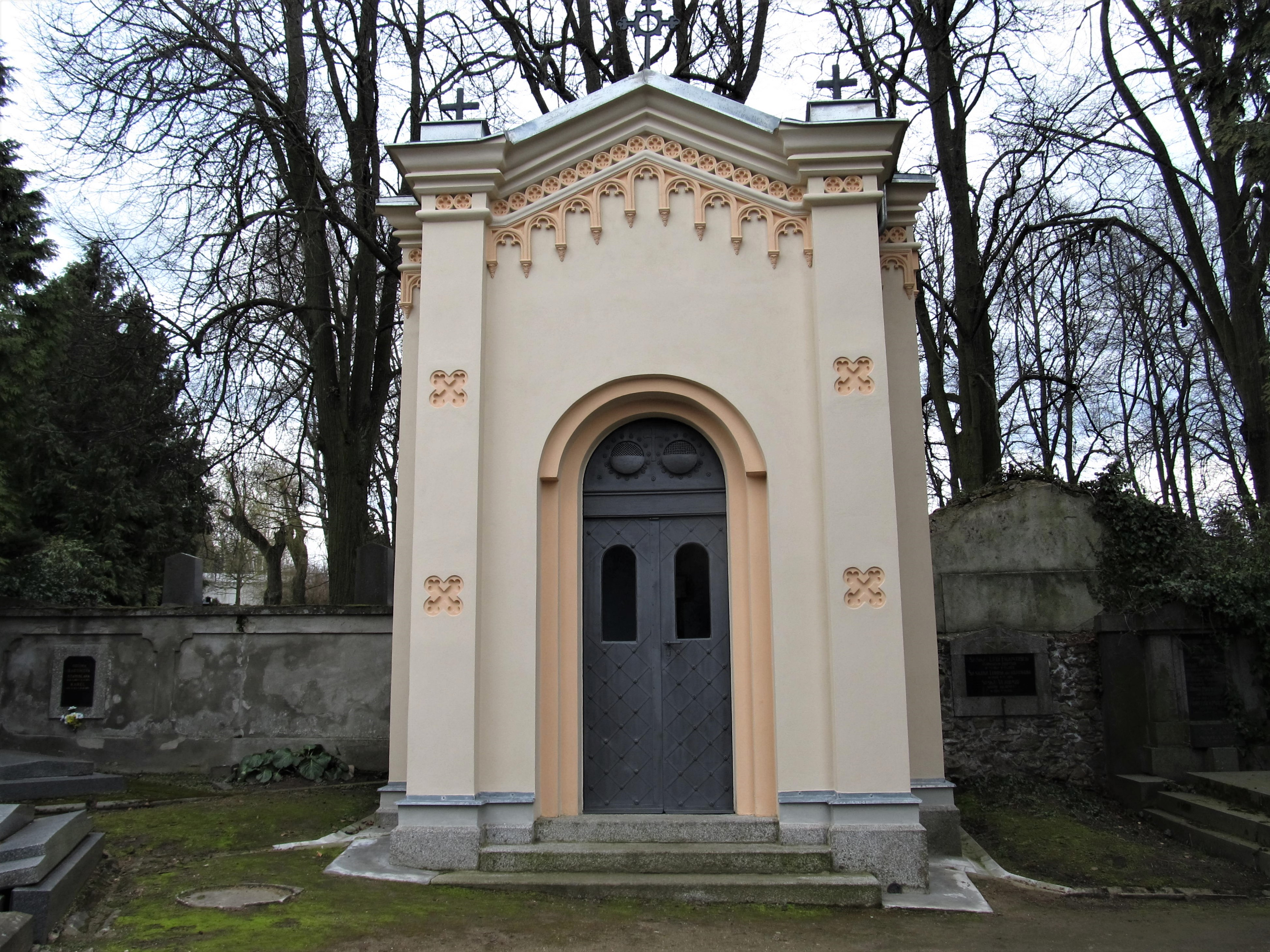
Hřbitovní novogotická kaple z roku 1874
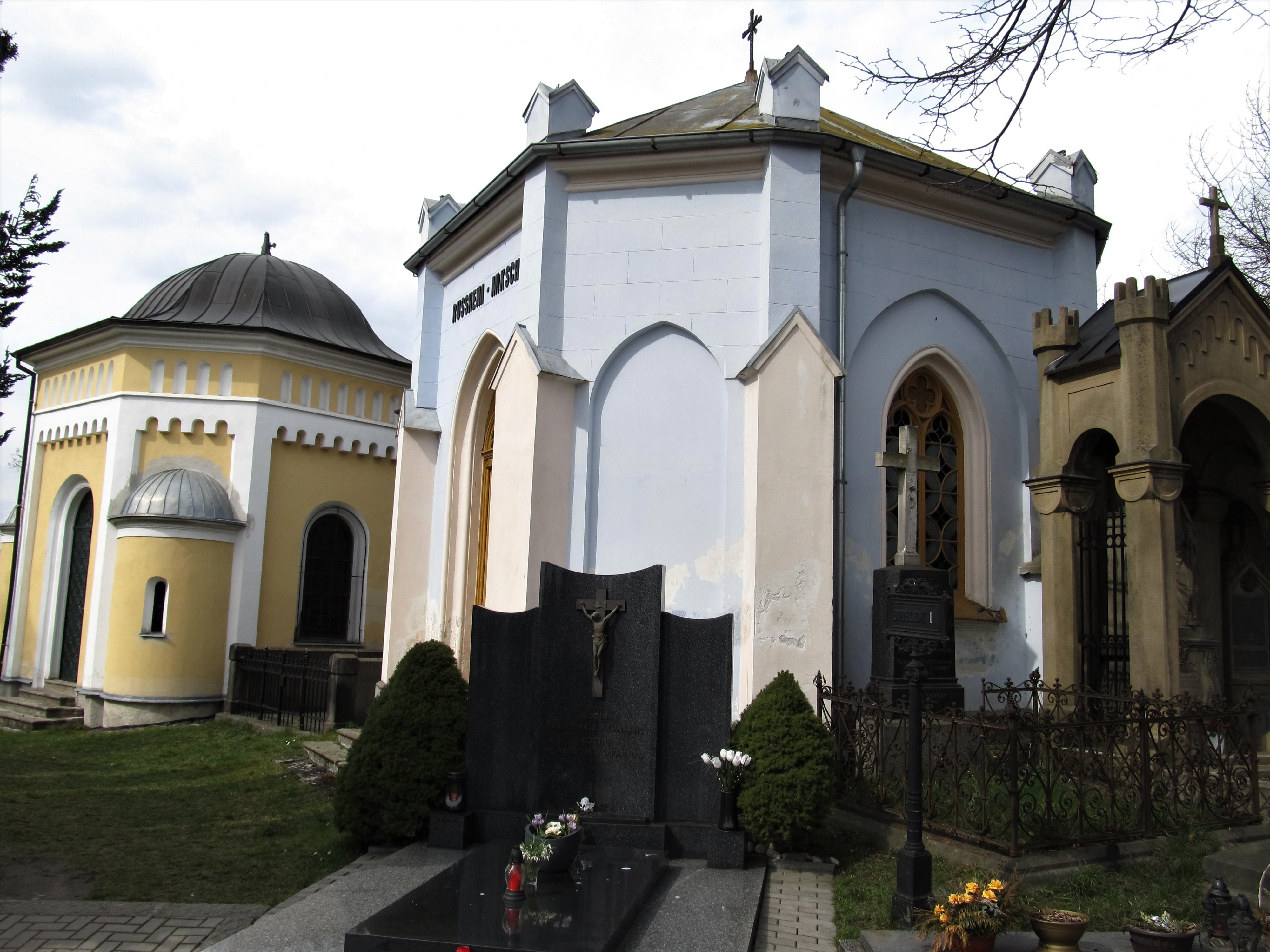
Hrobka rodiny Russheim-Mikschik
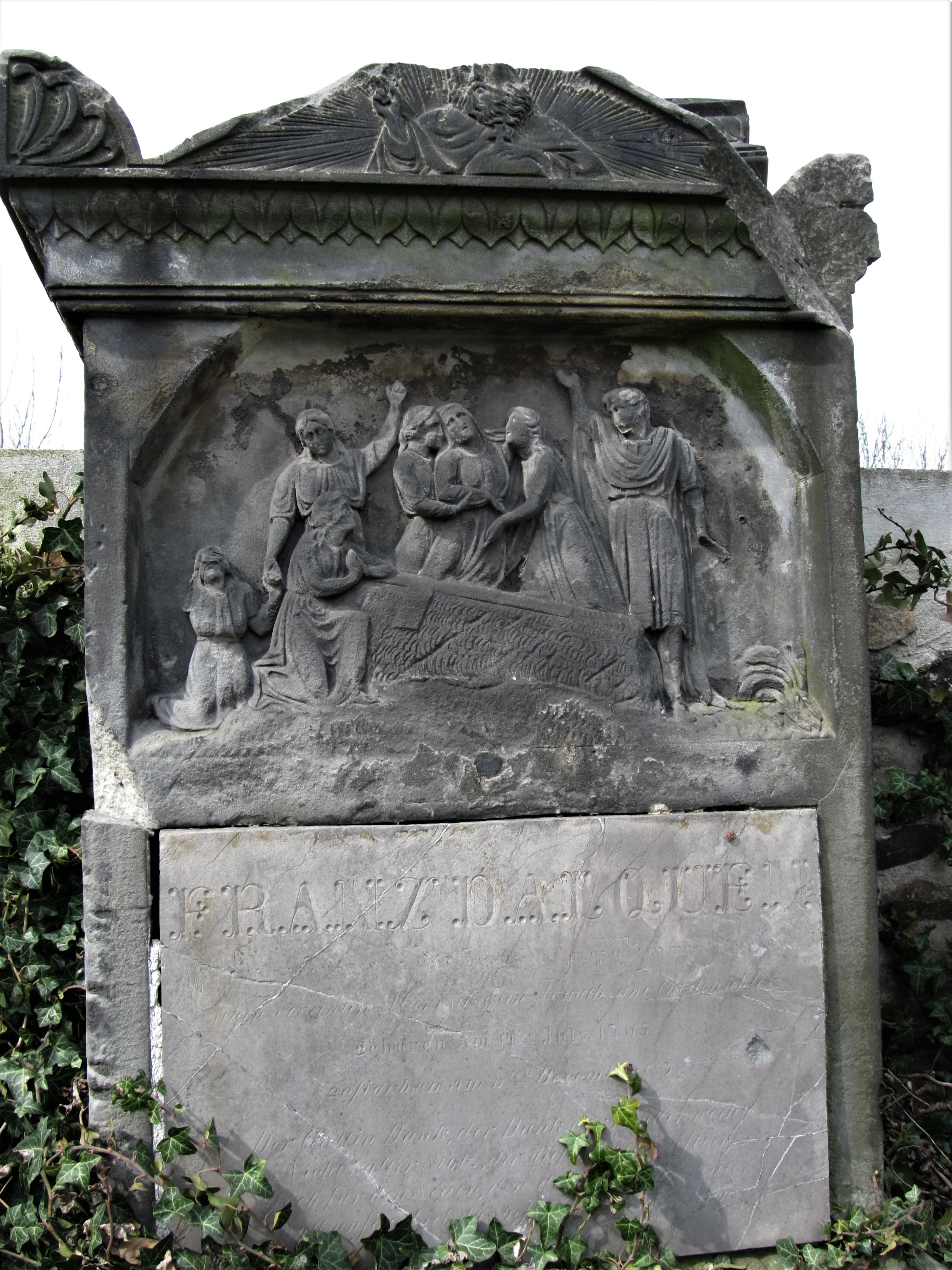
Hrob Franze Dalquena, hospodářského ředitele u hrabat Wallisů (Josef Malínský)
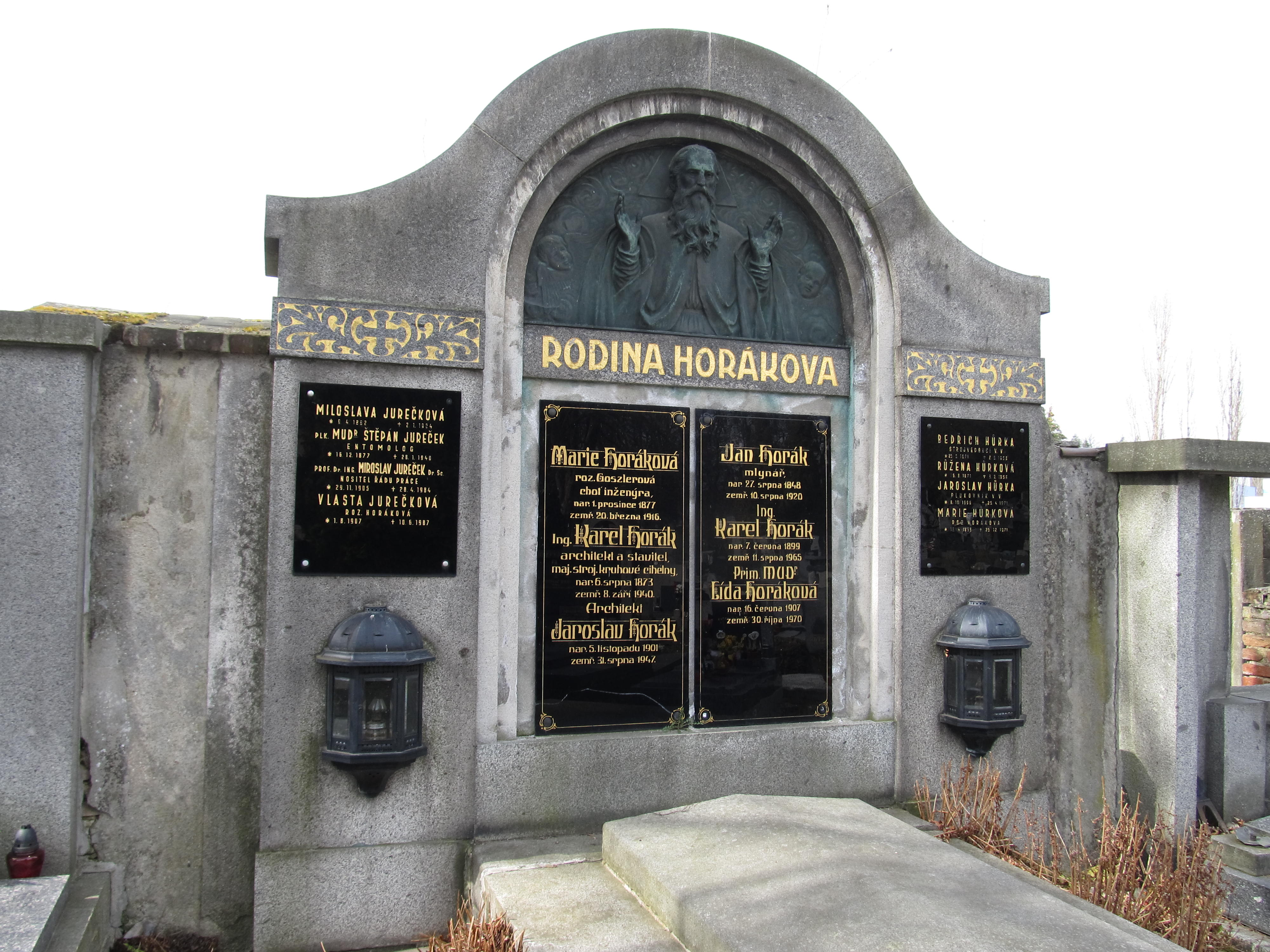
Hrobka rodiny stavitele Karla Horáka
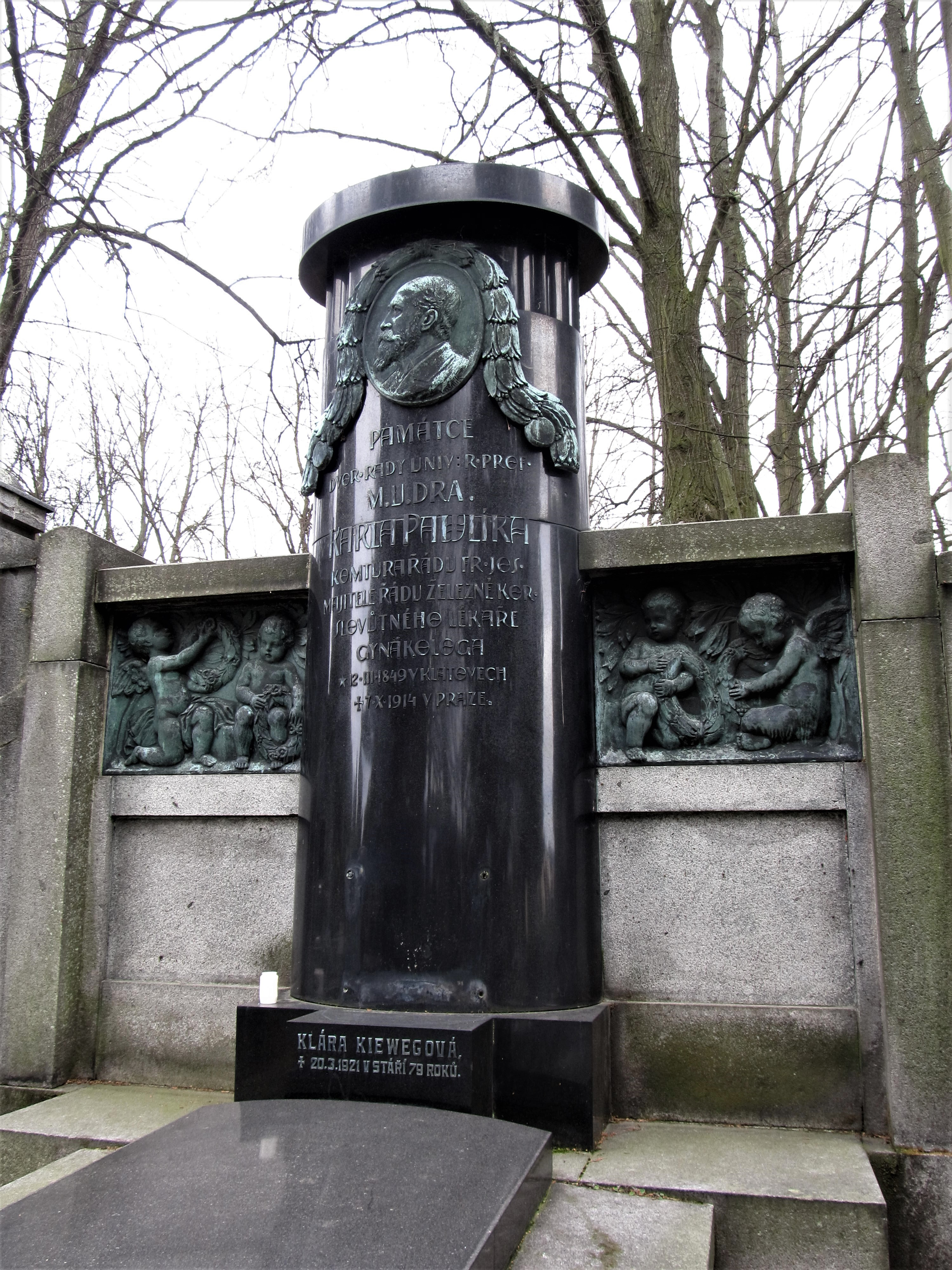
Hrobka rodiny lékaře Karla Pawlíka
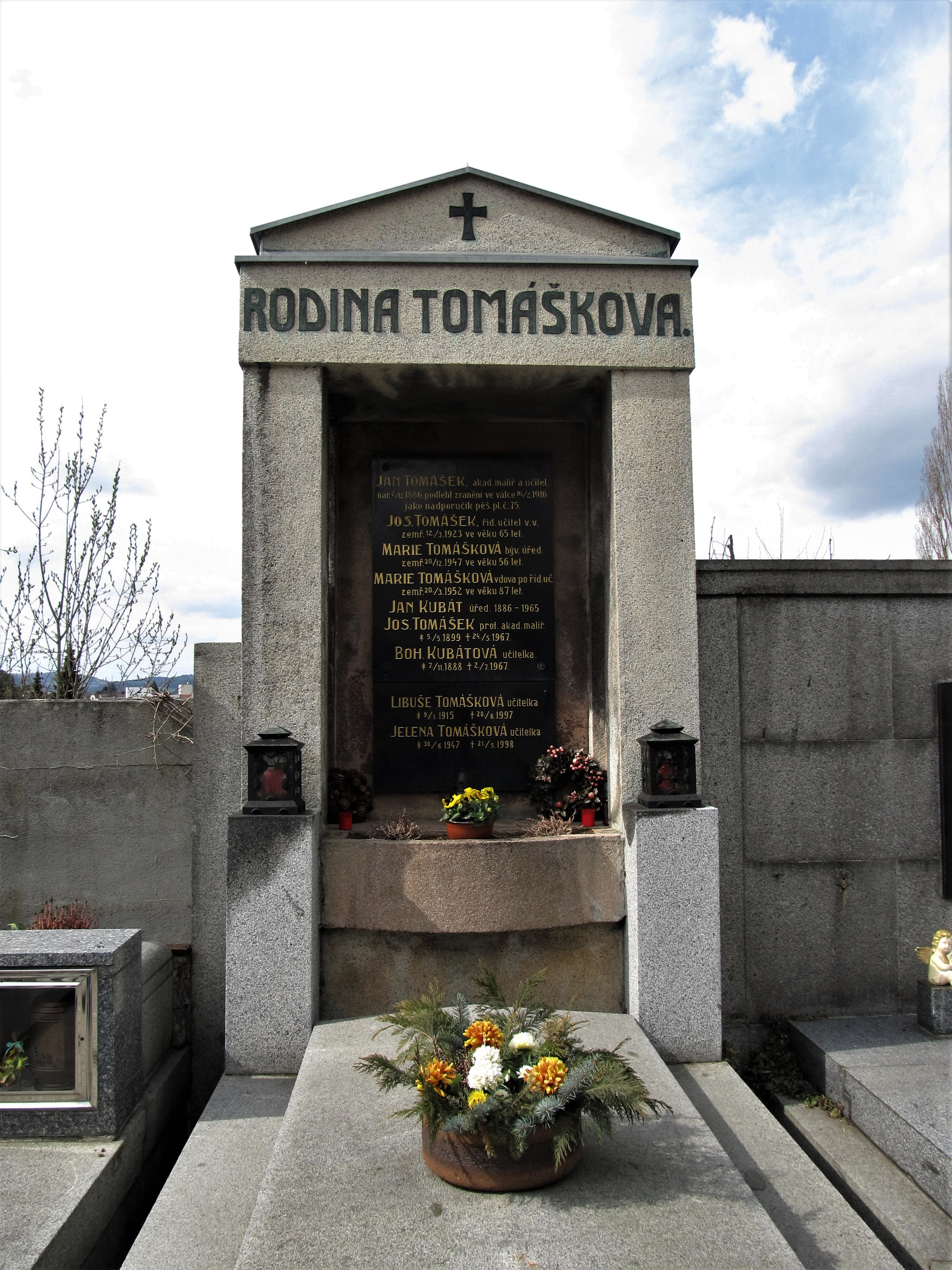
Hrobka rodiny Tomášků
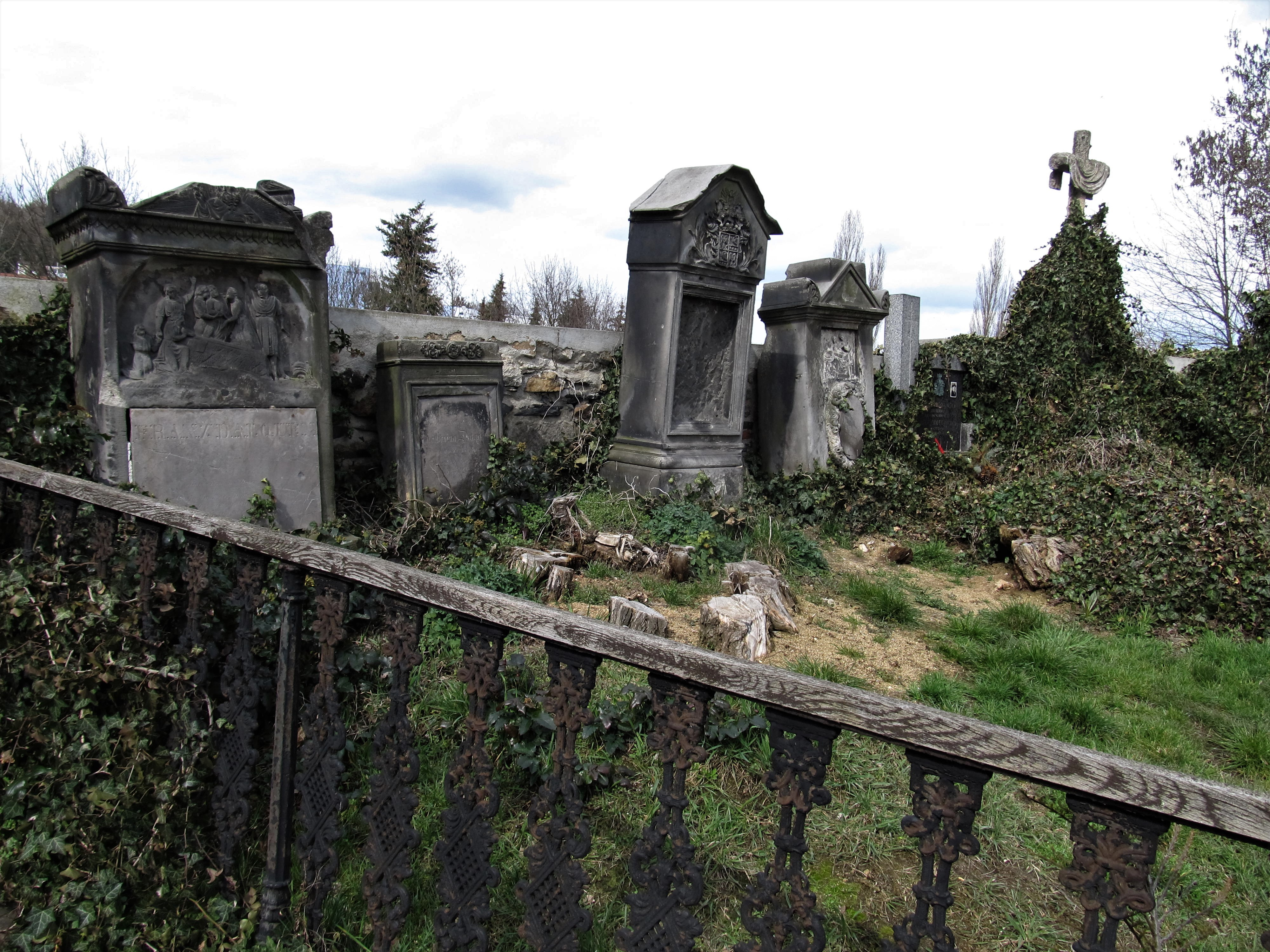
Stará část klatovského hřbitova